# Киамиан
Киамиан (назван по Ел Киаму) је период неолита на Блиском истоку који означава прелазак из натуфијена у прекерамички неолит А. Мисли се да је период трајао од 10.000. до 9.500. године пре нове ере. Нова истраживања показују да је могуће да је трајао од 10.200. до 8.800 године пре нове ере.

## Преглед
Киамиан је назван по лолакитету Ел Киам који се налази на обали Мртвог мора, где су археолози открили најстарије главе стрела од рожњаца, такозване Ел Киам стреле. Оркривени су бројни локалитети који припадају овом периоду у Изреалу и Јордану, и на Синајском полуострву и обалама Еуфрата.
Киамиан је наставак натуфијена и осим киамианских врхова стрела, нема већих технолошких иновација. Међутим, кијамијанске куће су се подизале на земљи и нису биле укопаване као у натуфијену. Људи су у киамиану и даље били ловци-сакупљачи и пољопривреда није била довољно развијена. Нова открића на Блиском истоку и у Анадолији су показала да су људи експериментисали са пољопривредом 10.900. године пре нове ере и могуће је да су експериментисали са обрадом дивљег жита још око 19.000. године пре нове ере на локалитету Охало II.
Већа разлика киамиана од натуфијена је у симболици културе. У киамиану се јављају мале статуе жена и закопавају се лобање тура. Верује се да је киамиан почетак обожавања жене и бика на Блиском истоку, што ће се касније раширити током неолита.